# Jean Djorkaeff
Pour les articles homonymes, voir Djorkaeff.
Jean Djorkaeff, né le 27 octobre 1939 à Charvieu (Isère), est un footballeur français qui évolue principalement au poste de défenseur de la fin des années 1950 jusqu'au début des années 1970. Il est surnommé « Tchouki ». Son fils Youri et son petit-fils Oan sont également footballeurs professionnels.

## Biographie
Jean Djorkaeff est le fils d'un Kalmouk (Mongol du sud de la Russie), réfugié en France après avoir combattu dans les rangs de l'Armée blanche lors de la révolution russe, et d'une mère Polonaise.
Attaquant de formation, le natif de Charvieu, en Isère, a toutefois connu sa renommée nationale au poste de défenseur latéral droit.
Avec l'Olympique lyonnais, il remporte la Coupe de France en 1964, celle qui permet à l’OL d’écrire la première ligne de son palmarès. La même année, il parvient jusqu'en demi-finale de la Coupe de Vainqueurs de Coupes.
Il est arrière droit de l'équipe de France dans la foulée entre 1964 et 1972. Il a disputé la Coupe du monde 1966 comptant au total 43 sélections, 3 buts, portant 24 fois le brassard de capitaine.
Après ce tournoi, Jean Djorkaeff s’engage à l'Olympique de Marseille, soulevant une nouvelle Coupe de France en 1969 et termine vice-champion de France en 1970.
Il devient ensuite le premier joueur pro du Paris Saint-Germain en 1970. Il est également le premier capitaine de l’histoire du club parisien.
Même si les Parisiens parviennent à assurer de justesse leur maintien parmi l’élite sur le terrain, le club connaît une crise profonde en coulisses. Souhaitant se démarquer de Saint-Germain-en-Laye et donner une identité exclusivement parisienne à l’équipe, le conseil de Paris propose alors de renommer le PSG en « Paris Football Club ».
Jean contribue alors à relancer le club en remportant le titre de champion de France de D2 en 1971. Ce dernier remonte ainsi immédiatement en première division, inaugurant le nouveau Parc des Princes en 1972. Le sage capitaine de l'équipe de France fut ensuite particulièrement cinglant à l'occasion du « divorce » de mai 1972 entre le Paris Football Club et le Paris Saint-Germain : « On était bien à Saint-Germain, nous étions ''chez nous''... Quand nous sommes devenus Paris FC, nous sommes devenus du même coup des enfants perdus. ».
Avec un brassard de capitaine assumé et sept buts marqués en deux saisons, Tchouki était naturellement le premier homme fort du Paris Saint-Germain et un véritable pionnier pour le nouveau projet.
Jean Djorkaeff dispute les deux dernières saisons de sa carrière dans ce « nouveau » club du Paris FC mais sans jamais vraiment y trouver sa place, comme il le reconnaît lui-même : « On a quitté St-Germain à contrecœur et on n’a plus jamais retrouvé les conditions idéales pour s’entraîner. On était baladé d’un stade à un autre. ». Il assuma le poste d'entraîneur intérimaire du Paris FC en 1972.
Titulaire indiscutable où il est passé (prenant à chaque fois le brassard de capitaine), Jean prend sa retraite en 1974 à l’âge de 36 ans. Il entraînera l’UG Arménienne de Décines, jusqu’à être nommé adjoint d’Henry Michel, alors sélectionneur de l’équipe de France, de 1986 à 1987. À cette époque, son fils Youri, âgé de 20 ans, entame son parcours professionnel à Grenoble. Au milieu des années 1990, il sera à son tour une figure emblématique du Paris Saint-Germain.
Il devient par la suite entraîneur durant une brève période, au FC Grenoble de 1981 à 1983 puis à l'AS Saint-Étienne de 1983 à 1984.
Il préside la commission de la Coupe de France entre 2000 et 2013.

## Statistiques détaillées

### En club
| Saison                | Club                   | Championnat           | Championnat | Championnat | Coupe(s) nationale(s) | Coupe(s) nationale(s) | Compétition(s) continentale(s) | Compétition(s) continentale(s) | Compétition(s) continentale(s) | Total | Total |
| Saison                | Club                   | Division              | M.          | B.          | M.                    | B.                    | Comp.                          | M.                             | B.                             | M.    | B.    |
| 1957-1958             | Olympique lyonnais     | D1                    | -           | -           | 1                     | 0                     | -                              | -                              | -                              | 1     | 0     |
| 1958-1959             | Olympique lyonnais     | D1                    | 5           | 3           | 2                     | 0                     | -                              | -                              | -                              | 7     | 3     |
| 1959-1960             | Olympique lyonnais     | D1                    | 16          | 4           | 1                     | 0                     | -                              | -                              | -                              | 17    | 4     |
| 1960-1961             | Olympique lyonnais     | D1                    | 5           | 1           | 2                     | 1                     | -                              | -                              | -                              | 7     | 2     |
| 1961-1962             | Olympique lyonnais     | D1                    | 14          | 2           | 2                     | 2                     | C3                             | 2                              | 1                              | 18    | 5     |
| 1962-1963             | Olympique lyonnais     | D1                    | 23          | 3           | 4                     | 1                     | -                              | -                              | -                              | 27    | 4     |
| 1963-1964             | Olympique lyonnais     | D1                    | 30          | 0           | 6                     | 0                     | C2                             | 8                              | 0                              | 44    | 0     |
| 1964-1965             | Olympique lyonnais     | D1                    | 31          | 3           | 3                     | 0                     | C2                             | 2                              | 0                              | 36    | 3     |
| 1965-1966             | Olympique lyonnais     | D1                    | 31          | 2           | 5                     | 0                     | -                              | -                              | -                              | 36    | 2     |
| Sous-total            | Sous-total             | Sous-total            | 155         | 18          | 26                    | 4                     | -                              | 12                             | 1                              | 193   | 23    |
| 1966-1967             | Olympique de Marseille | D1                    | 38          | 3           | 3                     | 0                     | -                              | -                              | -                              | 41    | 3     |
| 1967-1968             | Olympique de Marseille | D1                    | 36          | 3           | 1                     | 0                     | -                              | -                              | -                              | 37    | 3     |
| 1968-1969             | Olympique de Marseille | D1                    | 32          | 2           | 9                     | 0                     | C3                             | 2                              | 0                              | 43    | 2     |
| 1969-1970             | Olympique de Marseille | D1                    | 33          | 4           | 2                     | 0                     | C2                             | 4                              | 0                              | 39    | 4     |
| Sous-total            | Sous-total             | Sous-total            | 139         | 12          | 15                    | 0                     | -                              | 6                              | 0                              | 160   | 12    |
| 1970-1971             | Paris Saint-Germain    | D2                    | 26          | 5           | 3                     | 0                     | -                              | -                              | -                              | 29    | 5     |
| 1971-1972             | Paris Saint-Germain    | D1                    | 38          | 2           | 1                     | 0                     | -                              | -                              | -                              | 39    | 2     |
| Sous-total            | Sous-total             | Sous-total            | 64          | 7           | 4                     | 0                     | -                              | -                              | -                              | 68    | 7     |
| 1972-1973             | Paris FC               | D1                    | 38          | 3           | 4                     | 2                     | -                              | -                              | -                              | 42    | 5     |
| 1973-1974             | Paris FC               | D1                    | 26          | 0           | -                     | -                     | -                              | -                              | -                              | 26    | 0     |
| Sous-total            | Sous-total             | Sous-total            | 64          | 3           | 4                     | 2                     | -                              | -                              | -                              | 68    | 5     |
| Total sur la carrière | Total sur la carrière  | Total sur la carrière | 422         | 40          | 49                    | 6                     | -                              | 18                             | 1                              | 489   | 47    |

### En sélection nationale

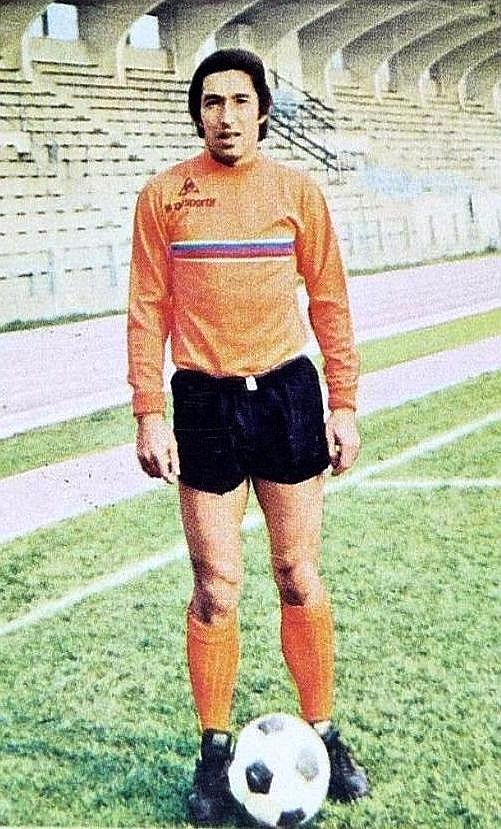
Jean Djorkaeff en 1973 au Paris FC.

| Année                 | Sélection             | Phases Finales        | Phases Finales | Phases Finales | Éliminatoires | Éliminatoires | Matchs Amicaux | Matchs Amicaux | Total | Total |
| Année                 | Sélection             | Compétition           | M              | B              | M             | B             | M              | B              | M     | B     |
| --------------------- | --------------------- | --------------------- | -------------- | -------------- | ------------- | ------------- | -------------- | -------------- | ----- | ----- |
| 1964                  | France                | -                     | -              | -              | 2             | 0             | -              | -              | 2     | 0     |
| 1965                  | France                | -                     | -              | -              | 1             | 0             | 2              | 0              | 3     | 0     |
| 1966                  | France                | CdM 1966              | 3              | 0              | 3             | 0             | 3              | 0              | 9     | 0     |
| 1967                  | France                | -                     | -              | -              | 3             | 0             | 1              | 0              | 4     | 0     |
| 1968                  | France                | -                     | -              | -              | 3             | 0             | 2              | 0              | 5     | 0     |
| 1969                  | France                | -                     | -              | -              | 3             | 1             | 2              | 0              | 5     | 1     |
| 1970                  | France                | -                     | -              | -              | 1             | 0             | 6              | 1              | 7     | 1     |
| 1971                  | France                | -                     | -              | -              | 5             | 0             | 3              | 1              | 8     | 1     |
| 1972                  | France                | -                     | -              | -              | -             | -             | 5              | 0              | 5     | 0     |
| Total sur la carrière | Total sur la carrière | Total sur la carrière | 3              | 0              | 21            | 1             | 24             | 2              | 48    | 3     |

## Palmarès de joueur
- Vice-champion de France en 1970 avec l'Olympique de Marseille
- Champion de France de D2 en 1971 avec le Paris Football Club
- Finaliste de la Coupe de France en 1963 avec l'Olympique lyonnais
- Vainqueur de la Coupe de France en 1964 avec l'Olympique lyonnais
- Vainqueur de la Coupe de France en 1969 avec l'Olympique de Marseille
- Finaliste du Challenge des Champions en 1969 avec l'Olympique de Marseille

## Distinctions
- Chevalier de l'ordre national du Mérite (décret du 13 mai 2005)[9]
- Jean et son fils Youri Djorkaeff sont longtemps restés les seuls pères et fils à avoir tous deux marqué en équipe de France[10].

Depuis le 7 septembre 2023, les père et fils Djorkaeff ont été rejoints par un autre champion du Monde 1998, Lilian Thuram et son fils Marcus.